# Segundo gobierno de José Pardo
El segundo gobierno de José Pardo y Barreda en el Perú se inició el 18 de agosto de 1915 y culminó el 4 de julio de 1919. Fue el último gobierno de la llamada República Aristocrática, que dio pase al llamado Oncenio de Augusto Leguía.
Este gobierno sufrió una tenaz oposición, que se agudizó aún más por la crisis económica derivada de la Primera Guerra Mundial. Hubo un gran malestar entre la clase trabajadora por la carestía de artículos de primera necesidad y la subida de los precios. Estallaron numerosas huelgas, destacando la de los días 13, 14 y el 15 de enero de 1919, en demanda de la implantación de la jornada de las 8 horas de trabajo.

## José Pardo y Barreda
José Pardo y Barreda, líder del Partido Civil, había ya sido presidente del Perú, entre 1904 y 1908. Era hijo del también presidente del Perú y fundador del Partido Civil, Manuel Pardo y Lavalle. Una vez finalizado su mandato, dejó el país por varios años. De retorno a su país, y habiendo fracasado en su intento de unificar el partido civil, fue nombrado rector de la Universidad de San Marcos en 1914. Al año siguiente fue designado como candidato a la presidencia por una Convención de los partidos Civil, Liberal y Constitucional, que convocó el general Oscar R. Benavides, entonces gobernante de facto. Pardo desplazó fácilmente a su rival, el general Pedro Muñiz Sevilla, en esta especie de “primarias” electorales.
Prácticamente sin opositor, Pardo fue elegido presidente constitucional, inaugurando una nueva edición del predominio civilista en el Perú, luego de un breve paréntesis de gobierno militar.

## Aspecto político

### Proceso Electoral
Las elecciones de 1915 se llevaron a cabo, principalmente, entre los candidatos José Pardo y Barreda, candidato del partido Civil, en alianza con los partidos Constitucional y Liberal, y Carlos de Piérola, candidato del partido Democrático y hermano del expresidente Nicolás de Piérola. José Pardo supo imponerse categóricamente a su rival, aprovechando la popularidad que tenía debido a su anterior mandato entre 1904 y 1908, resultando el proceso electoral con un total de 131.289 votos del candidato civilista frente a únicamente 13.151 votos del candidato demócrata.
Los personajes que acompañaban a Pardo también obtuvieron grandes votaciones. Los resultados electorales que declararon como ganador al candidato civilista fueron los siguientes:
- José Pardo y Barreda 131.289 votos
- Ricardo Bentín – primer vicepresidente 127.759 votos
- Melitón Carvajal – segunda vicepresidente 134.077 votos

### Inauguración del gobierno

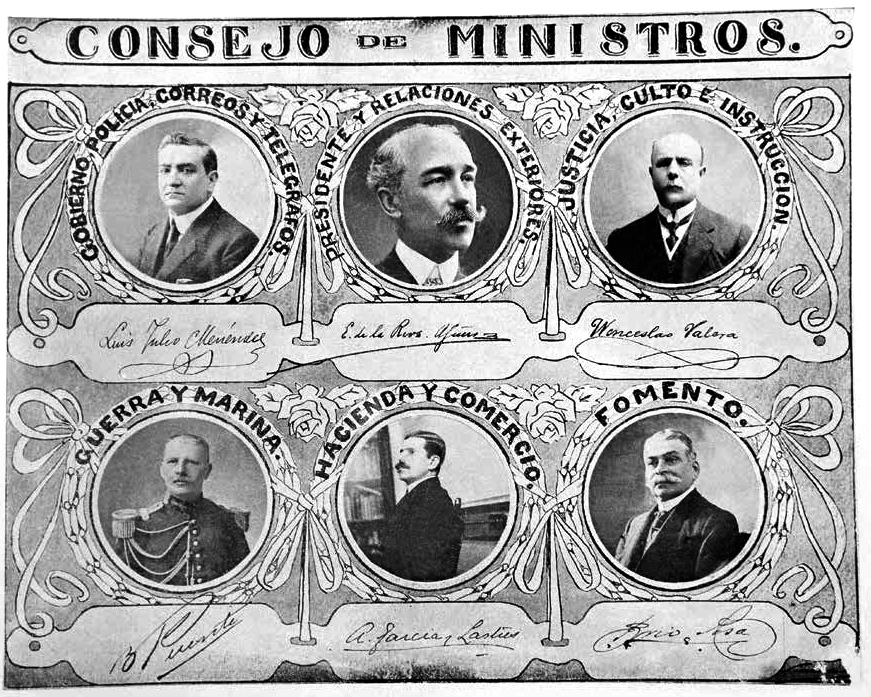
Consejo de Ministros encabezado por Enrique de la Riva Agüero Riglos, en 1915.

La fecha para la inauguración del gobierno de Pardo fue fijada por el Congreso para el 24 de septiembre de 1915. Pero el 17 de agosto estalló la rebelión del prefecto de Huaraz, Manuel Rivero y Hurtado, que desconoció al Congreso y la elección del presidente Pardo, y propuso que se prorrogase el mandato de Benavides. Ante ello, Benavides decidió abandonar inmediatamente el poder, para evitar que la ciudadanía le creyera involucrado en la intentona anticonstitucional. El 18 de agosto, José Pardo juró como presidente de la República ante el Parlamento, presidido por Manuel Barrios. Esa fecha de inicio de mandato fue considerada como de celebración y feriado, por lo que circularon invitaciones para la transmisión del mando, entre esas invitaciones estaba a la clase obrera del país.
El presidente Pardo formó su primer gabinete (Gabinete Riva Agüero), que fue considerado como de “concentración nacional”. Lo conformaron los siguientes ministros:
- Enrique de la Riva Agüero, civilista (PCM-Relaciones Exteriores).
- Luis Julio Meléndez, civilista (Gobierno).
- Wenceslao Valera, liberal (Justicia e Instrucción).
- Aurelio García y Lastres, civilista (Hacienda).
- El coronel Benjamín Puente (Guerra).
- Belisario Sosa, constitucional (Fomento).

Pardo se mostró respetuoso de las leyes y libertades públicas. En el Congreso había una minoría opositora, muy combativa, compuesta por ex partidarios de Guillermo Billinghurst (el presidente derrocado en 1914) y de partidarios de Augusto B. Leguía (expresidente del Perú y disidente del civilismo).

### Oposición al gobierno
Pardo, en su ánimo de realizar un gobierno de concordia y unión nacional, dio tres leyes de amnistía política, entre 1915 y 1917. Pero su gobierno tuvo que afrontar una tenaz oposición periodística, representa fundamentalmente por el diario El Tiempo, dirigido por Pedro Ruiz Bravo. Uno de los colaboradores de dicho diario era Luis Ulloa, hermano de Alberto Ulloa Cisneros. También figuraban como colaboradores, jóvenes y combativos periodistas, como José Carlos Mariátegui y César Falcón, que se solidarizaron con los reclamos populares. Otra publicación opositora era El Mosquito, cuya crítica soez caló hondamente en la opinión pública.

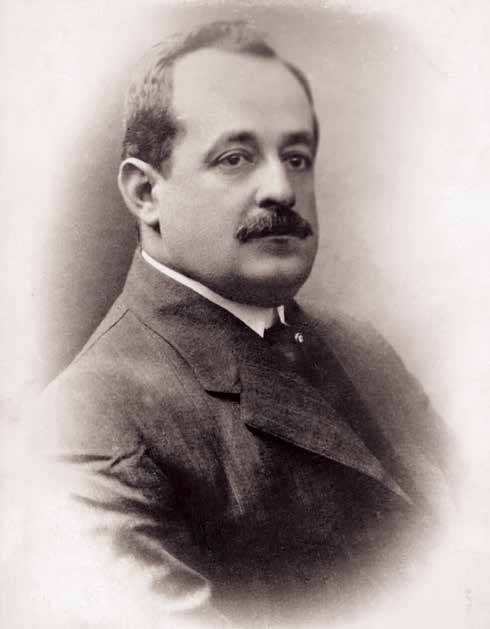
El diputado Rafael Grau, cuyo asesinato en Palcaro fue atribuido al gobierno de Pardo.

En el periodo de Pardo ocurrieron dos crímenes que consternaron a la población y exacerbaron más los ánimos contra el gobierno:
- El 25 de septiembre de 1915 fue asesinado el comandante Juan Gerardo Ferreccio, a manos de sus mismos subordinados. El hecho ocurrió en Huaraz, adonde el oficial había sido enviado al frente de un regimiento de caballería, con la misión de reprimir la rebelión del prefecto Rivero.[13]
- El 4 de marzo de 1917 fue asesinado el político Rafael Grau en Palcaro, cerca de Abancay, en medio de una balacera desatada cuando realizaba una campaña proselitista en la provincia de Cotabambas, con miras a su reelección parlamentaria. Rafael Grau, hijo del héroe Miguel Grau, era opositor del gobierno, por lo que se acusó directamente al presidente Pardo de ser el autor intelectual del crimen. Sin embargo, lo más probable es que su muerte fuera el resultado de la disputa entre los bandos políticos de Cotabambas, síntoma del caciquismo imperante entonces en las provincias del Perú. El rival político de Grau en Cotabambas era un tal Montesinos, presumiblemente el autor intelectual del crimen. De todos modos, el crimen conmocionó a todo el país y socavó de manera importante al régimen pardista.[14] La primera consecuencia fue la renuncia del Ministro de Gobierno, José Manuel García Bedoya, quien fue reemplazado por Ezequiel Muñoz.[15]

### Los gabinetes ministeriales
El primer gabinete de Pardo, presidido por el canciller Enrique de la Riva Agüero, debió renunciar en julio de 1917, debido a las críticas desatadas con motivo del asesinato de Rafael Grau. Influyó también la posición tibia adoptada por la cancillería ante el asunto del hundimiento de la barca peruana Lorton, en costas españolas, por obra de submarinos alemanes (ver más adelante).

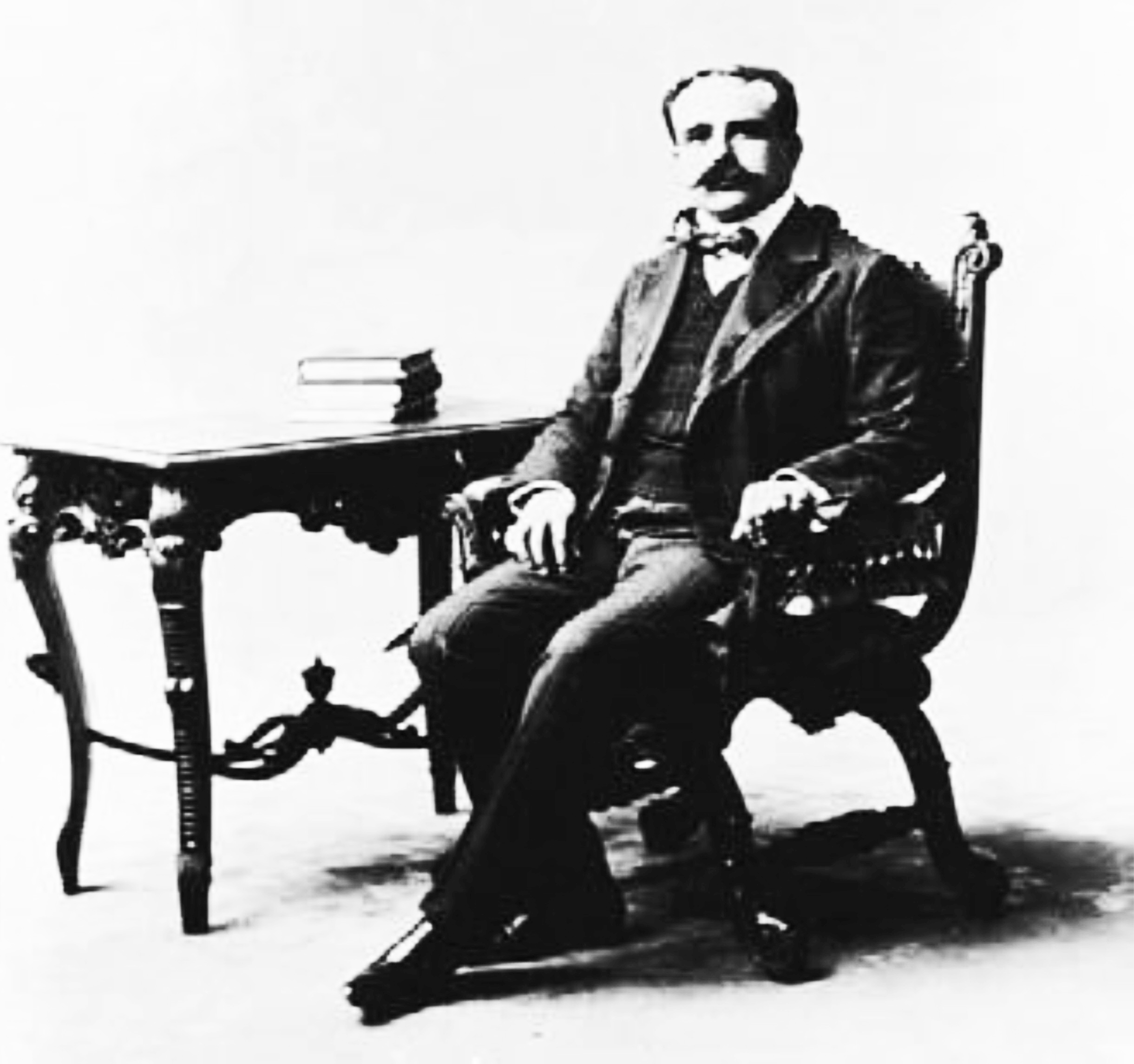
José Pardo y Barreda en el despacho presidencial (1917).

El 27 de julio de 1917 se instaló un nuevo gabinete ministerial, presidido por el canciller Francisco Tudela y Varela, y en donde figuraban Germán Arenas y Loayza (Gobierno), Ricardo L. Flores Gaviño (Justicia e Instrucción), el coronel César A. de la Fuente (Guerra), Baldomero Maldonado (Hacienda) y Héctor Escardó (Fomento).
En abril de 1918 surgió otra crisis ministerial, pero esta vez se solucionó ratificando al gabinete Tudela solo con dos cambios: Víctor M. Maúrtua asumió el portafolio de Hacienda, y Clemente J. Revilla el de Fomento.
El 26 de noviembre de 1918 renunció el gabinete Tudela y juró uno nuevo presidido por Germán Arenas y Loayza, quien tomó a su cargo el portafolio de Gobierno. Formaron parte de este gabinete: Arturo García Salazar (Relaciones Exteriores), Ángel Gustavo Cornejo (Justicia e Instrucción), el general Juan Manuel Zuloaga (Guerra), Héctor Escardó (Hacienda) y Manuel Vinelli (Fomento).
A raíz de un atentado contra su vida que sufriera el líder del Partido Liberal Augusto Durand, Arenas renunció al gabinete, que pasó a ser presidido por el ministro de Guerra Zuloaga. El único cambio se dio en el ministerio de Gobierno, siendo investido como su titular el marino Óscar Mavila (26 de abril de 1919). Fue este el último gabinete de Pardo, hasta el golpe de Estado del 4 de julio de 1919.

## Aspecto económico y financiero
En líneas generales, a este gobierno le tocó afrontar las consecuencias de la Primera Guerra Mundial, entonces llamada Gran Guerra. Debido a esta coyuntura mundial hubo una efímera sensación de prosperidad económica: aumentaron las exportaciones de azúcar, algodón, lana, petróleo y cobre. Ello impulsó los cultivos agroindustriales de la costa, instalándose grandes y modernas maquinarias en varias haciendas, como en Laredo. Un pequeño grupo de hacendados se beneficiaron de esta situación. En contraparte, el cultivo de productos alimenticios disminuyó considerablemente, surgiendo la escasez y el aumento de precios en perjuicio de las clases populares. Todo ello trajo inevitablemente una gran agitación social, que se vio reflejada en la ola de huelgas y paros laborales que se desataron a lo largo del gobierno de Pardo.

### Medidas financieras, monetarias y tributarias
Las decisiones que tomaría José Pardo en el plano financiero fueron expuestas en su Manifiesto a la Nación, el 30 de abril de 1915, cuando fue proclamado candidato a la presidencia de la República. Los resumió en tres puntos básicos:
- La absoluta limitación de los gastos públicos a las necesidades más urgentes de la administración.
- El aumento de las rentas públicas en el monto necesario para cubrir los gastos nacionales y también para atender las deudas del Estado.
- La suspensión de la emisión de los billetes fiscales o cheques circulares (moneda de papel) y aumentar la garantía o respaldo en oro de los que aún circulaban.

Ya en el poder, Pardo encontró un billete fiscal del que se desconfiaba, un exceso de exportación que permitía la salida de muchos capitales y una corta importación que recortaba la entrada de divisas. Por lo tanto, tomó una serie de decisiones para recuperar la economía, tendientes al fortalecimiento de la moneda y la creación de nuevas rentas, aunque afectando más que nada a los productores y exportadores, antes que a la masa de la población.
- Pardo se dedicó a frenar las emisiones de billetes fiscales para devolver la confianza; asimismo, se procuró adquirir todo el oro disponible, con el fin de dar un mayor respaldo a esos billetes. El esfuerzo dio resultado, se logró la estabilidad monetaria, e incluso se consiguió un premio para la libra peruana de oro sobre la libra esterlina, deteriorada por la crisis mundial. Todo ello pudo darse gracias al auge de las exportaciones y a la confianza que implicaba la instauración de un régimen democrático luego de un paréntesis dictatorial.[25]
- Se llegaron a expedir hasta 13 leyes sobre legislación monetaria, cuyo propósito era mantener una moneda fuerte.[27]
- Se esperaba que tras el fin de la guerra mundial se restaurase completamente la circulación de la moneda de oro, pero ello no ocurrió. El uso de la moneda de papel acabaría por imponerse desde entonces. A decir de Chirinos Soto, esto carecía en realidad de importancia, ya que el dinero —sea de metal o de papel— no es la riqueza misma sino signo de riqueza. Su valor no es necesariamente intrínseco sino que depende de la riqueza que representa —a saber: de la producción nacional—.[4]
- Se reiniciaron los pagos de servicios de la deuda pública. En 1908, dichas obligaciones ascendían a 8.240.000 soles; en 1915, eran un total de 68.870.00 soles. Es decir, en siete años habían ascendido a 60 millones.[28]
- Se dieron diversas leyes tributarias, a través del Congreso, por petición del Ejecutivo, para reanimar las finanzas del país. Entre las más destacadas están las siguientes:[29]
  - Ley N° 2143 del 4 de octubre de 1915, que fijo un gravamen a la exportación de azúcar, algodón, lanas y cueros.
  - Ley N.º 2187 del 14 de octubre de 1915, que señaló la forma y proporciones del impuesto creado sobre la exportación de oro, plata, cobre, petróleo y derivados.

Obviamente, estas medidas afectaron solo a los grandes exportadores agrícolas y mineros, con lo que, según Basadre, de algún modo se empezaba a cumplir una función de justicia social, pues la carga tributaria solía caer siempre en la gran masa de la población.
- Otro avance fue la ley N.º 3069 del 27 de enero de 1919, que dio por constituida la nueva Compañía Administradora del Guano, encargada de la extracción, transporte y venta de ese fertilizante, por cuenta del Estado.[31]
- Otro aspecto significativo fue el aporte que significó el impuesto al alcohol. En 1915, a esa contribución se le aumentó la tarifa en 10 centavos en alcohol absoluto y 27 centavos para el alcohol de uva. El balance fue de Lp 383,831.846 en 1915 y Lp 438,632.275 en 1916. Estos datos han sido recogidos por Víctor Andrés Belaúnde, en un ensayo donde acusaba al régimen político de alentar el consumo de alcohol absoluto o puro en la población indígena, a la que en gran parte iba dirigida ese producto, para así mantenerla embrutecida.[32]

El presupuesto de la República evolucionó así:
| Años | Ingresos (Lp) | Egresos (Lp) | Diferencia (Lp) |
| ---- | ------------- | ------------ | --------------- |
| 1915 | 3.312.778     | 3.391.652    | -78.874         |
| 1916 | 4.053.755     | 3.594.849    | +458.906        |
| 1917 | 4.703.585     | 4.816.596    | -113.011        |
| 1918 | 5.382.212     | 5.441.774    | -59.532         |
| 1919 | 6.639.702     | 6.647.646    | -7944           |

En cuanto a las importaciones y exportaciones, hubo un alza considerable de estas últimas. Ello debido al alza del algodón, que superó casi cinco veces su valor de 1913, y la del azúcar, que se elevó a casi siete veces. Veamos la tabla:
| Años | Importación (Lp) | Exportación (Lp) | Excedentes de las exportaciones |
| ---- | ---------------- | ---------------- | ------------------------------- |
| 1915 | 3.095.545        | 11.521.808       | +8.426.263                      |
| 1916 | 8.683.150        | 16.541.063       | + 7.857.913                     |
| 1917 | 13.502.852       | 18.692.870       | +5.190.018                      |
| 1918 | 9.706.113        | 19.972.595       | +10.266.482                     |
| 1919 | 12.203.840       | 26.899.423       | +14.695.583                     |

El capital tuvo los siguientes aumentos:
Capitalización del país en este periodo. Caja total de los bancos:
- 1915… Lp. 1.582.548.8.06
- 1918… Lp. 5.216.280.6.26

Depósitos y cuentas acreedoras:
- 1915… Lp. 2.093.192.9.71
- 1918… Lp. 9.885.917.2.61

A pesar de estas cifras positivas, la oposición, en ejercicio de sus funciones, interpeló a varios de los Ministros de Hacienda. Francisco Tudela, canciller y presidente del Consejo de Ministros, fue otro de los intervenidos, en fechas del mes de febrero de 1918. Según denotaba, la interpelación en curso requería saber si el Ejecutivo tenía la facultad de aplicar los ingresos de los presupuestos entre los años de 1916 y 1917.

### Política minera y agropecuaria
- La explotación minera cobró auge, como consecuencia de la mayor demanda internacional de los minerales. La producción se incrementó en los asientos mineros de Cerro de Pasco, Morococha, Casapalca y Huarón; en este último inició sus actividades la Compañía Francesa Huayllay. La industria minera progresó debido a la aplicación de nuevas técnicas. El aumento de la producción no sólo se dio en el hierro y el cobre, sino también en el carbón, cuya explotación se inició en los yacimientos de Huaylas, Huayday, Pallasca y Oyón. Con los mayores beneficios obtenidos del ramo de la minería se pudo pagar con regularidad la deuda interna y externa.[36]
- Se fomentó el cultivo del trigo mediante el envío de técnicos a distintos puntos del territorio nacional, con la finalidad de dar orientación técnica a los agricultores. Para estimular el desarrollo de la agricultura y la ganadería fue creada la Dirección de Agricultura y Ganadería.[36]

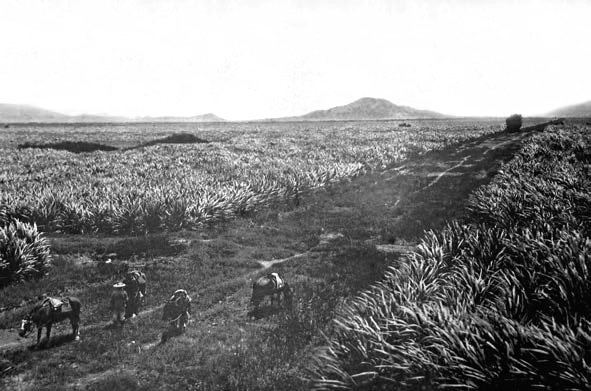
Hacienda azucarera Larco.

- Por esta época continuó el auge del algodón, que se cultivaba en los valles de la costa central peruana. Un portorriqueño, Fermín Tangüis, radicado en el Perú desde 1873, realizó un importante logro tecnológico al obtener, mediante el ensayo de algunos cruces, una variedad resistente a una enfermedad fungosa, que provocaba la marchitez de la planta. La nueva variedad se difundió rápidamente en el Perú y tuvo un gran demanda en el mercado inglés, por la longitud de su fibra, su limpidez y su blancura. En 1915, la producción de algodón se cuadriplicó, comparándola con la producción de 1899.[37] También en 1915 habían 226 haciendas dedicadas total o parcialmente a la producción de algodón.
- Las exportaciones azucareras también tuvieron un gran incremento. Esta industria se hallaba grandemente tecnificada y hacia 1919 sus principales centros se hallaban en los valles de Chicama, Pacasmayo, Lambayeque, Carabayllo, Santa Catalina, Cañete, Rímac, Pativilca, entre otros.
- Otra materia prima de exportación, el caucho, a diferencia de las anteriores, tuvo una bajada en su producción, debido a que las plantaciones de Java, Sumatra y Malaca multiplicaron su producción a partir de 1912, haciéndole la competencia.[38]

## Aspecto social

### La rebelión de Rumi Maqui
En el sur andino, los hacendados y gamonales cometían abusos sobre los indígenas, que fueron reducidos prácticamente a la condición de siervos. Todo ello, sumado a la indiferencia o complicidad de los gobiernos de turno, ocasionó el estallido de muchas rebeliones indígenas.

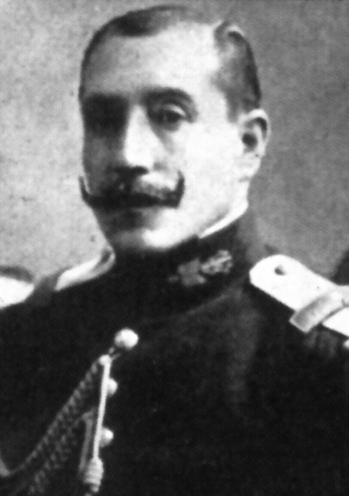
El sargento Teodomiro Gutiérrez Cuevas, más conocido como Rumi Maqui.

Una de esas rebeliones fue la encabezada en 1915 por un sargento mayor de caballería, Teodomiro Gutiérrez Cuevas, más conocido como Rumi Maqui (en idioma quechua: mano de piedra), que se puso al frente de grupos de indígenas de Huancané y Azángaro.
Los sublevados atacaron las haciendas, símbolos de la opresión gamonal. Arrasaron la hacienda de Arias Echenique, donde hubo 60 muertos; luego hicieron lo mismo con otra en Juliaca. Pero la indisciplina de las tropas campesinas jugó a favor de los hacendados, quienes se organizaran y desataran una brutal represión. Rumi Maqui logró huir y se ocultó por un tiempo, hasta que fue capturado y denunciado por traición a la patria (aludiéndose a su supuesto plan de secesión de Puno a favor de Bolivia). Fue condenado a 20 años de prisión.
En el Congreso de la República, Rumi Maqui fue defendido por el diputado Luis Felipe Luna, que enfatizó que su delito fue solo el querer reivindicar la libertad y la igualdad de derechos para los indígenas, y que la acusación de querer ceder territorio a Bolivia fue inventada por los hacendados, que pretendían así tapar sus propios crímenes y ganarse el apoyo de la opinión pública (sesión parlamentaria del 18 de octubre de 1916). Se desconoce el destino final de Rumi Maqui.

### La lucha por la jornada de las 8 horas de trabajo

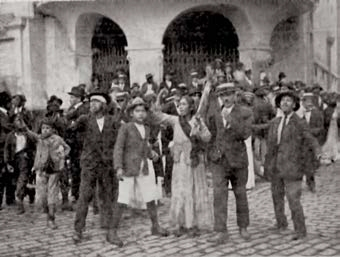
Una escena del paro de trabajadores de mayo de 1919 en Lima.

Desde 1913 la lucha por la Jornada de las 8 horas se toma como bandera común de la mayoría de huelgas o movilizaciones. La penosa situación económica de la clase trabajadora fue el campo propicio para el desenvolvimiento de la acción sindical. Las sucesivas huelgas que se produjeron durante el gobierno de Pardo tenían como exigencia el abaratamiento de las subsistencias, la implantación de la jornada de las «8 horas de trabajo», entre otras reivindicaciones laborales.
Su signo central, salvo el mitin organizado en apoyo a Billinghurst y por el "pan grande", es reivindicativo corporativo. En 1918 el trabajo del grupo La Protesta desembocó en la constitución de la Federación Obrera Local de Lima, que asumió oficial y centralizadamente la lucha por la Jornada de las 8 horas.
Un paro general se produjo en Lima y Callao los días 13, 14 y el 15 de enero de 1919, en pro de la jornada de las 8 horas. La iniciativa provino de los obreros de las fábricas textiles Inca y Vitarte. Fueron tres días en los cuales se paralizó toda actividad en Lima y Callao, incluyendo el servicio de los tranvías y los trenes. Hubo también enfrentamientos entre la gendarmería y los obreros.
El ministro de Fomento Manuel Vinelli abogó ante el presidente Pardo por la dación del decreto de la jornada de las 8 horas, único requisito que exigían los obreros para levantar la huelga. El decreto se dio el 15 de enero de 1919, otorgándose tal beneficio a los trabajadores de los talleres y dependencias del Estado; en los talleres o establecimientos particulares los patrones y obreros deberían ponerse de acuerdo sobre el horario de trabajo, pero en caso de no llegarse a un acuerdo regiría la jornada de 8 horas.
Los principales promotores del paro general de enero de 1919 fueron los sindicalistas Nicolás Gutarra, Julio Portocarrero, Manuel Casabona, Fausto Navarrete, Julio Tataje, entre otros; la Federación de Estudiantes del Perú (FEP) apoyó también a los obreros y uno de sus delegados fue un joven universitario trujillano, que a partir de entonces tendría gran figuración en la vida política del país: Víctor Raúl Haya de la Torre.
El 27 de mayo de 1919 se inició otro gran paro de obreros y empleados, esta vez en pro del abaratamiento de las subsistencias. Duró hasta el 2 de junio en Lima y hasta el 5 en el Callao. Fue reprimido duramente por las fuerzas del orden. Hubo varios muertos y heridos, y muchos fueron conducidos a El Frontón, acusados de participar en los saqueos e incendios.

### Leyes de carácter social
Además del decreto del establecimiento de la jornada de las 8 horas de trabajo, Pardo dio otras leyes de carácter social, derivadas de los proyectos que José Matías Manzanilla que había presentado en su primer gobierno. De ellas mencionamos las siguientes:
- La Ley N.º 2851 del 25 de noviembre de 1918, que reglamentaba el trabajo de las mujeres y los menores de edad.[48]
- La Ley N.º 3010 del 26 de diciembre de 1918, que estableció el descanso obligatorio dominical extensivo a las fiestas cívicas y al primer día de las elecciones políticas.[49]

## Aspecto internacional

### Rompimiento de relaciones con Alemania

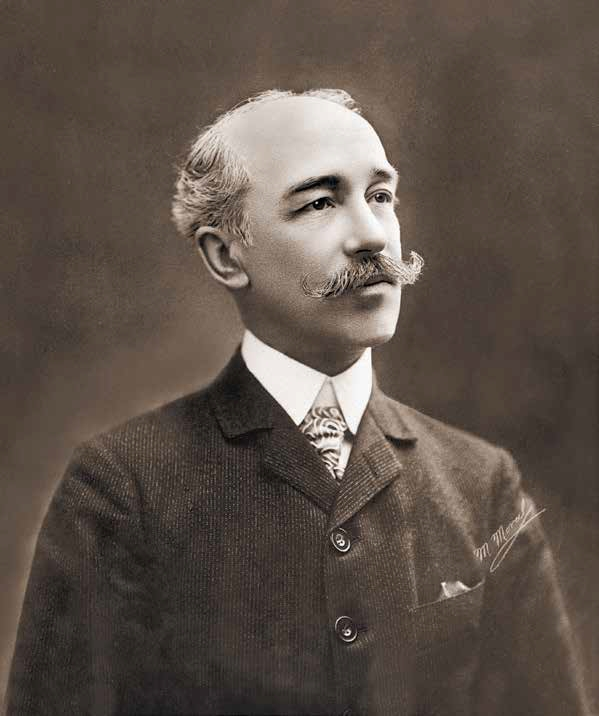
Enrique de la Riva Agüero, canciller y primer ministro del segundo gobierno de Pardo.

En el marco de la Primera Guerra Mundial, el país tuvo una posición neutral en el conflicto internacional entre los imperios centrales y el Triple Entente, aunque se pudo denotar la preferencia por este último. Pero ocurrió entonces el hundimiento de la embarcación Lorthon, de patente peruana, cargada de nitrato de soda, hecho que ocurrió frente al puerto de Suances, en el Mar Cantábrico, por acción de submarinos alemanes (4 de febrero de 1917). La cancillería peruana, entonces encabezada por Enrique de la Riva Agüero, reclamó al gobierno de Berlín, pero este adujo que la barca había sido hundida por llevar cargamento de guerra y anunció que sometería el asunto a un tribunal de presas. La cancillería peruana, ya bajo la dirección de Francisco Tudela y Varela, protestó enérgicamente, y al no obtenerse las satisfacciones necesarias, el Congreso peruano aprobó la ruptura de las relaciones con el Imperio Alemán (6 de octubre de 1917). Como secuela de este hecho, el Perú incautó algunos mercantes alemanes surtos en el puerto del Callao. Meses antes, Estados Unidos había declarado la guerra a Alemania y este hecho contribuyó en mucho a decidir la actitud peruana ante la potencia europea.
En el Perú se discutió sobre la postura que se debía tomar frente al conflicto mundial. Muchas voces, entre ellas la de Mariano H. Cornejo, sustentaban los beneficios que podría traer la declaratoria de guerra a Alemania. Otros países latinoamericanos, como Brasil y Cuba, ya habían dado ese paso, sumándose a los Estados Unidos y sus aliados. Sin embargo, el gobierno peruano, si bien se orientó al bando aliado, no llegó a declarar la guerra a Alemania.
Una delegación peruana se hizo presente durante las conferencias de Versalles, enfocadas a negociar la paz entre los aliados y los imperios centrales (1919). Estaba conformada por Isaac Alzamora, Víctor M. Maúrtua y Francisco García Calderón Rey. Desde el primer momento los peruanos vieron con desilusión que los organizadores de las conferencias, es decir las potencias vencedoras, desestimaran tratar los asuntos latinoamericanos (se había pensado en llevar a esa instancia la cuestión de Tacna y Arica). De todos modos, el presidente estadounidense Woodrow Wilson advirtió que esos asuntos se podían tratar en la Sociedad de Naciones próxima a constituirse.

### Rompimiento de relaciones consulares con Chile

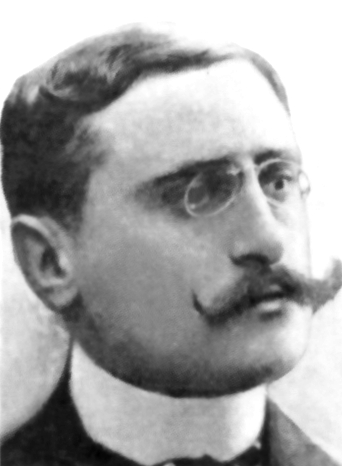
Francisco Tudela y Varela, canciller y primer ministro del segundo gobierno de Pardo. Luego fue el primer embajador del Perú en Estados Unidos.

Las relaciones diplomáticas con Chile se hallaban interrumpidas desde 1909, a raíz de los problemas suscitados por la cuestión de Tacna y Arica, provincias peruanas bajo administración chilena desde los días de la Guerra del Pacífico de 1879-1883. Finalizada la Primera Guerra Mundial, el Perú se dejó seducir por los principios de justicia internacional proclamados por el presidente estadounidense Woodrow Wilson, uno de los cuales era el derecho de libre determinación de los pueblos. Muchos peruanos creyeron que al amparo de ello se podría recuperar Tacna, Arica y, eventualmente, Tarapacá.
El gobierno peruano intensificó entonces su campaña para la recuperación de Tacna y Arica; en respuesta, el gobierno chileno acentuó su desalmada política de chilenización en las mismas. Muchos peruanos fueron expulsados de esas provincias y de Antofagasta, y muchos otros fueron enrolados a la fuerza en el ejército chileno. Esta situación se agravó con el ataque de turbas de chilenos a la residencia del cónsul peruano en Iquique, Santiago Llosa Argüelles. La cancillería peruana protestó enérgicamente y retiró a todos sus cónsules de territorio chileno (25 de noviembre de 1918). La cancillería chilena se limitó a negar cualquier exceso contra los peruanos y adujo que la salida de estos del norte de Chile era consecuencia de la crisis salitrera. El rompimiento de relaciones con Chile llegó pues a ser total, pues al plano diplomático se sumó el comercial, con grave daño para los intereses económicos de ambas naciones.
Los principios wilsonianos no contribuyeron pues en nada para la solución de la cuestión de Tacna y Arica. Este problema sería solo superado durante el siguiente gobierno de Augusto B. Leguía (el Oncenio), bajo la fórmula que impuso Chile: retención de Arica y devolución de Tacna (1929).

### Otros aspectos
Otro aspecto internacional fue la mejora en las relaciones con los Estados Unidos, la cual se tradujo en la nueva Embajada, la cual reemplazaba a la Legación en Washington. El primer embajador en dicho país fue Francisco Tudela y Varela, que fuera importante ministro de Estado de la gestión pardista.

## Aspecto jurídico

### La ley de la libertad de cultos
Por ley N.º 2193 del 11 de noviembre de 1915 se estableció la libertad de cultos, haciéndose la enmienda constitucional respectiva. Se siguió reconociendo a la religión católica como la religión del Estado, pero se borró la parte del artículo 4 de la Constitución vigente entonces (la de 1860) donde decía que «no se permite el ejercicio público de alguna otra». Es decir, a partir de entonces se permitió el ejercicio de otras religiones, fuera de la católica.

### La ley delHabeas corpus
Por ley N.º 2553 del 26 de noviembre de 1916 se dio una ley que aseguraba el ejercicio del Habeas Corpus contra la detención arbitraria y se amplía ese mismo recurso para que pueda ser ejercido contra la violación de cualquiera de las garantías constitucionales.

### El problema de La Brea y Pariñas
El gobierno encaró el enojoso problema de La Brea y Pariñas, yacimiento petrolífero explotado por la London Pacific Petroleum Company y situado en el departamento de Piura. El escándalo había estallado en 1911, cuando se descubrió que dicha compañía explotaba muchísimas más pertenencias que las registradas originalmente, no obstante lo cual se negaba a pagar los impuestos a los que estaba obligada según las leyes peruanas. En 1916 la London Pacific vendió sus derechos de arrendamiento sobre el yacimiento a la International Petroleum Company (IPC) dependiente de la Standard Oil de New Jersey, Estados Unidos.
Ante la actitud decidida del gobierno peruano de resolver el pleito, la IPC hizo intervenir en su favor a los gobiernos de Estados Unidos y Gran Bretaña. El 26 de diciembre de 1918 las dos cámaras del Congreso del Perú aprobaron la Ley N.º 3106, que autorizaba al Estado a someter el asunto a un arbitraje internacional. De esa manera, el gobierno peruano se despojaba de sus facultades soberanas para resolver un asunto interno, llevándolo a los tribunales internacionales.

## Aspecto educativo y cultural
En el plano educacional, Pardo se preocupó del progreso de la educación en el país. Según cifras oficiales, el número de escuelas, para 1915, eran de 2276; el número de preceptores era de 3246 y el número de alumnos matriculados era de 165,724. Para 1919, el número de escuelas era de 2980, el número de preceptores llegó a 4,284 y el número de alumnos fue de 175,320.
Sin embargo, a decir de algunos autores, no hubo avances importantes en materia de educación, como si había ocurrido en su primer gobierno de 1904-1908; aunque si hubo algunas realizaciones, entre las que destacamos las siguientes:
- Se derogó la Ley N.º 162 que había puesto la enseñanza primaria y secundaria en manos del Estado, para restituirla a las municipalidades.
- Para intensificar el patriotismo de los escolares se fomentó la enseñanza de la Historia y la Geografía.
- Se impulsó la enseñanza superior creando nuevas cátedras en las universidades.
- Se encargó a la Sociedad Geográfica de Lima la confección de un atlas geográfico.
- Se fundó la Escuela Nacional de Bellas Artes de Lima, cuya dirección fue confiada al pintor Daniel Hernández Morillo.
- Se ordenó la organización del Archivo Nacional.
- Se fundó la Escuela Industrial de Iquitos.
- Se dio la autorización para la creación de la Universidad Católica, el 24 de marzo de 1917.[63]
- Se aumentaron el número y los haberes de los profesores.[63]
- Se dio un nuevo plan de estudios de la segunda enseñanza, el 25 de febrero de 1918.[63]

## Salud pública
La protección de la salud de la población fue un tema importante para el gobierno. En su mandato se combatían la viruela y la peste bubónica, a la par que se empezaba a fabricar un suero contra esta última. El ejecutivo, además, sometió dos proyectos ante la Cámara de Diputados los cuales eran: organización de la Sanidad Pública y a la creación de rentas para dotar de servicios de agua y desagüe a las poblaciones.

## Progreso material
El país se modernizó a paso acelerado. Destacamos algunos de los logros realizados en este periodo:
- Se difundió el uso del automóvil y se construyeron las primeras autopistas. También se trajeron los primeros camiones y se difundió el uso del tractor en las labores agrícolas de las haciendas.[67]
- Entre agosto y septiembre de 1915, un avión surcó el cielo de Arequipa y en seguida el de Lima.[68]
- Crecieron la capital y sus balnearios. Debido a la congestión que acarreaba, se retiró el servicio del tranvía eléctrico en el Jirón de la Unión, en mayo de 1916.[69]
- En Lima se continuó la construcción del local del Palacio Legislativo, y se comenzó la del Ministerio de Gobierno en la Plaza Italia y la del Palacio Arzobispal. El Estado adquirió de la familia Ortiz de Zevallos el Palacio Torre Tagle, actual sede de la Cancillería.[70]
- Se construyó el ferrocarril de Cuzco a Santa Ana y el de Lima a Lurín. Se completaron otros ferrocarriles.[71]
- Se fundó la colonia penal de la isla de El Frontón, situada al frente del Callao, con capacidad para doscientos presos.[48]

## Defensa nacional
En este campo no hubo ninguna novedad, pues se frustraron los proyectos que creaban el Fondo de Defensa y el Consejo de Defensa Nacional. Sin embargo, se hicieron algunos progresos, que pasamos a detallar:
- Se fundó la Escuela Militar de Aviación (inaugurada a fines de 1919) y se incentivó la capacitación de los pilotos peruanos en la escuela argentina de El Palomar.[72]
- Se expidieron los reglamentos del Estado Mayor General del Ejército, de la Escuela Militar y de otros servicios castrenses.
- Se reformaron algunos dispositivos del Código de Justicia Militar.
- Se construyeron cuarteles en Sullana, Lima y Juliaca.
- Se dio impulso al deporte del tiro a fin de preparar al elemento civil para casos de emergencia.
- La Compañía de Zapadores del Ejército construyó algunas vías de penetración a la selva y la Primera División del Ejército construyó 35 km de la vía Lambayeque-Bellavista-Bagua, destinada a unir la costa con la selva.

## Fin del segundo gobierno de Pardo

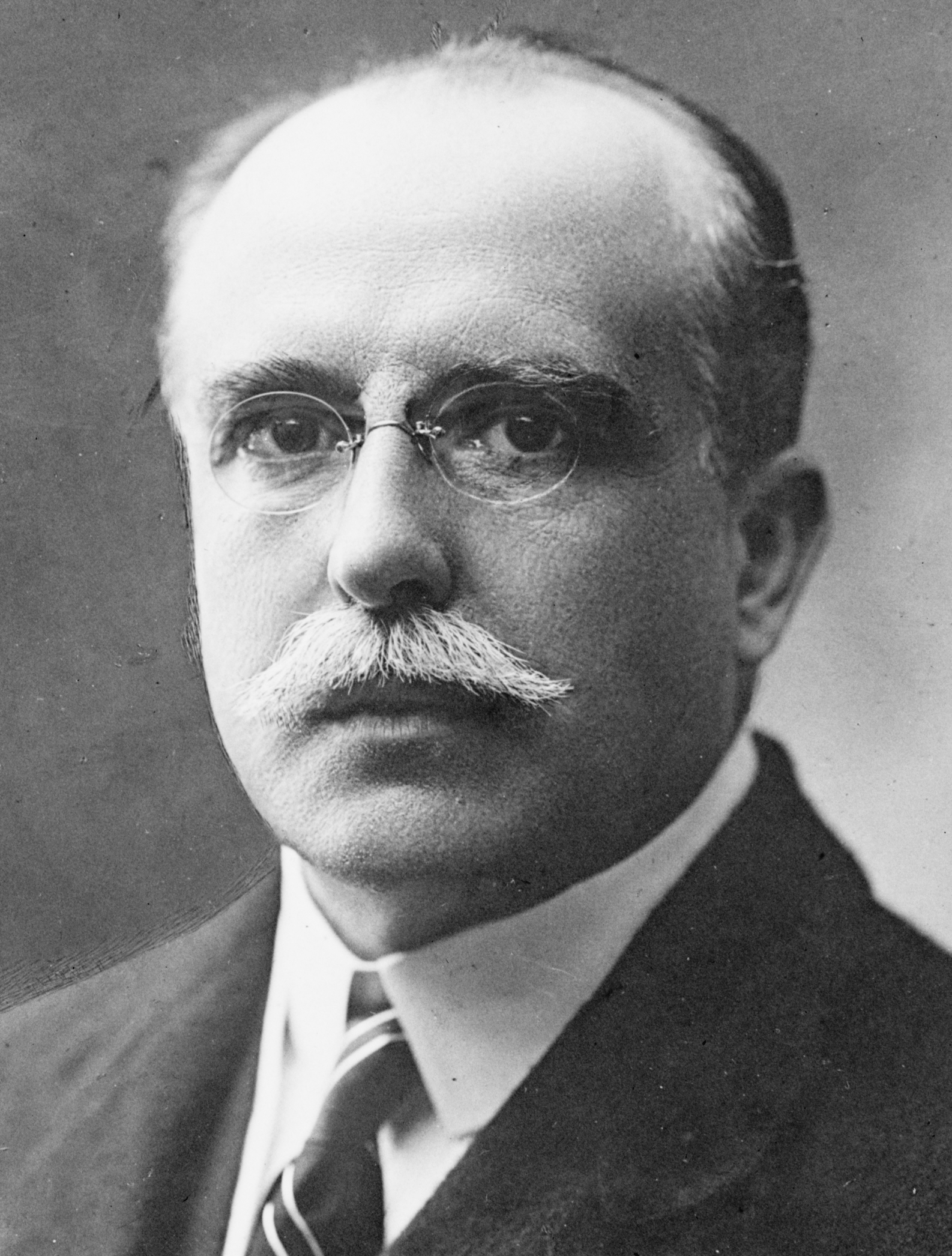
José Pardo y Barreda.

Cercana ya la fecha para las elecciones presidenciales, el líder del Partido Constitucional, general Andrés A. Cáceres, se contactó con Augusto B. Leguía, quien por entonces se encontraba en Londres, invitándolo a postular a la presidencia de la República. Pardo, alejado de Cáceres, continuó especulando con la posibilidad de reunir una Convención semejante a la que lo había llevado al poder. Leguía aceptó la propuesta de Cáceres y emprendió viaje de retorno al país, seguro de su victoria.
Como candidato gobiernista (es decir, por el Partido Civil) se presentó Ántero Aspíllaga, rico hacendado del norte, que no tenía arraigo popular, a diferencia de Leguía, que había sido presidente de la República entre 1908 y 1912 y que incluso fue proclamado “Maestro de la juventud” por los estudiantes de la Universidad Mayor de San Marcos (entre ellos Víctor Raúl Haya de la Torre, Raúl Porras Barrenechea, Luis Alberto Sánchez, Guillermo Luna Cartland y Américo Vargas Treviño).
Los comicios, que no fueron muy limpios, dieron por ganador a Leguía; pero ocurrió entonces que la Corte Suprema anuló gran cantidad de votos que favorecían a este candidato. Hubo entonces el riesgo de que fueran anuladas las elecciones y que estas se trasladaran al Congreso, donde los civilistas tenían mayoría. Frente a este panorama adverso, Leguía y sus partidarios, con el apoyo de la gendarmería, dieron un golpe de Estado el 4 de julio de 1919. Apresaron a José Pardo y lo deportaron a Europa. Leguía asumió el poder como presidente provisorio y su primer acto fue disolver el Congreso que le era adverso.
Pardo se estableció en Biarritz, Francia, en donde residió durante 25 años, retornando al Perú en 1944. Tres años después falleció y fue enterrado en el Cementerio Presbítero Maestro.

## Autoridades
| Ministerio                                  | Ministros | Periodo |
| ------------------------------------------- | --- | --- |
| Presidencia del Consejo de Ministros        | Enrique de la Riva Agüero Riglos Francisco Tudela y Varela Germán Arenas y Loayza Juan Manuel Zuloaga                                                               | 18 de agosto de 1915 - 27 de julio de 1917 27 de julio de 1917 - 18 de diciembre de 1918 18 de diciembre de 1918 - 28 de abril de 1919 28 de abril de 1919 - 4 de julio de 1919 |
| Relaciones Exteriores                       | Enrique de la Riva Agüero Riglos Francisco Tudela y Varela Arturo García Salazar                                                                                    | 18 de agosto de 1915 - 27 de julio de 1917 27 de julio de 1917 - 18 de diciembre de 1918 18 de diciembre de 1918 - 4 de julio de 1919 |
| Hacienda y Comercio                         | Aurelio García y Lastres Baldomero F. Maldonado Germán Arenas y Loayza Víctor Manuel Maúrtua Uribe Héctor Escardó Salazar                                           | 18 de agosto de 1915 - 27 de julio de 1917 27 de julio de 1917 - 26 de febrero de 1918 26 de febrero de 1918 - 22 de abril de 1918 22 de abril de 1918 - 18 de diciembre de 1918 18 de diciembre de 1918 - 4 de julio de 1919 |
| Justicia, Instrucción, Culto y Beneficencia | Wenceslao Valera Olano Ricardo L. Flores Gaviño Ángel Gustavo Cornejo Federico Panizo Orbegoso                                                                      | 18 de agosto de 1915 - 27 de julio de 1917 27 de julio de 1917 - 18 de diciembre de 1918 18 de diciembre de 1918 - 25 de marzo de 1919 25 de marzo de 1919 - 4 de julio de 1919 |
| Gobierno y Policía                          | Luis Julio Menéndez José Manuel García Bedoya Ezequiel Muñoz Germán Arenas y Loayza Samuel Sayán y Palacios Clemente J. Revilla Germán Arenas y Loayza Óscar Mavila | 18 de agosto de 1915 - 2 de agosto de 1916 2 de agosto de 1916 - 7 de marzo de 1917 7 de marzo de 1917 - 27 de julio de 1917 27 de julio de 1917 - 26 de febrero de 1918 26 de febrero de 1918 - 2 de septiembre de 1918 2 de septiembre de 1918 - 18 de diciembre de 1918 18 de diciembre de 1918 - 26 de abril de 1919 26 de abril de 1919 - 4 de julio de 1919 |
| Fomento y Obras Públicas                    | Belisario Sosa Héctor Escardó Salazar Clemente Revilla Villanueva Manuel Vinelli Augusto Arrese Vegas                                                               | 18 de agosto de 1915 - 27 de julio de 1917 27 de julio de 1917 - 20 de abril de 1918 20 de abril de 1918 - 2 de setiembre de 1918 2 de setiembre de 1918 - 2 de marzo de 1919 2 de marzo de 1919 - 4 de julio de 1919 |
| Guerra y Marina                             | Benjamin Puente César de la Fuente Andrés Neptalí Cateriano y Alcalá Juan Manuel Zuloaga                                                                            | 18 de agosto de 1915 - 24 de julio de 1917 24 de julio de 1917 - 26 de junio de 1918 26 de junio de 1918 - 18 de diciembre de 1918 18 de diciembre de 1918 - 4 de julio de 1919 |